# Bombardamento

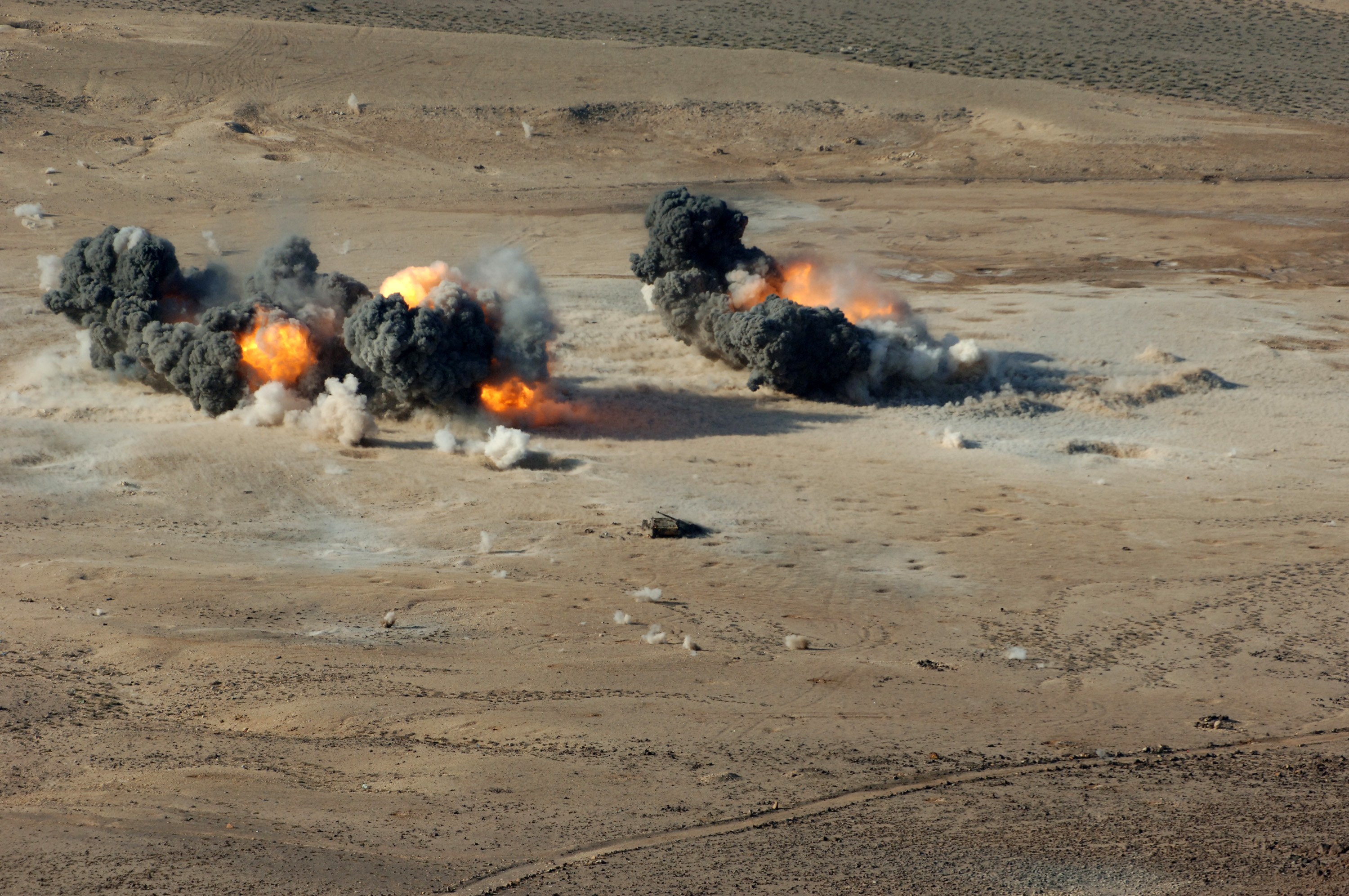
Esplosioni dopo delle simulazioni di bombardamento

Un bombardamento è un'operazione militare che consiste nell'attaccare un territorio o un nemico utilizzando bombe, missili o proiettili di artiglieria.

## Storia
I primi bombardamenti avvennero tramite cannoni a lunga gittata. Lo sviluppo dell'aeronautica militare si ebbe nella Prima guerra mondiale, durante la quale gli aerei venivano utilizzati per ricognizione o per il lancio di granate dagli aeromobili: questi di fatto possono essere considerati i primi veri bombardamenti..
I bombardamenti aerei iniziarono pochi anni dopo l'invenzione dell'aeroplano, durante la guerra italo-turca, il 1º novembre 1911 da parte dell'aviatore italiano Giulio Gavotti. Il primo bombardamento aereo di gruppo avvenne nella Guerra civile spagnola, con il Bombardamento di Guernica da parte degli Junkers Ju 52  tedeschi.
Nella Seconda guerra mondiale vi furono i bombardamenti aerei massicci sulle città, e vi era anche l'utilizzo di aerei isolati con presenze pressoché quotidiane per creare prevalentemente un effetto psicologico sulle popolazioni. In Italia tali aerei furono soprannominati Pippo. In Europa il più tragico bombardamento aereo fu il Bombardamento di Dresda da parte delle forze alleate.

## Classificazione

Milano 1943: edificio sventrato da un bombardamento aereo

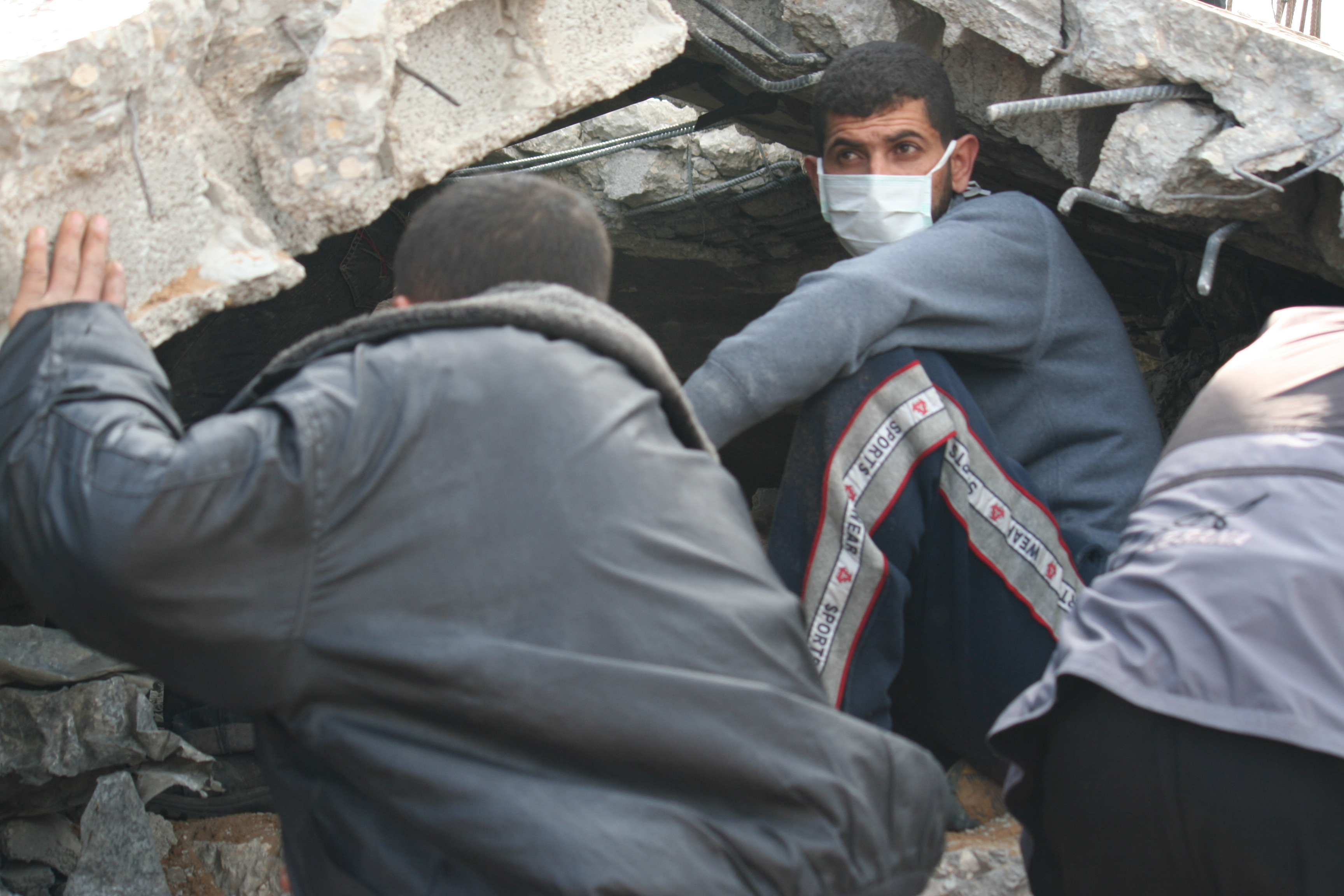
Ricerca di sopravvissuti e di morti sotto le macerie dopo un bombardamento nella striscia di Gaza

### Tipologia di esecuzione
Il bombardamento, naturalmente nato in seguito all'invenzione delle armi da fuoco, può essere classificato in base alla tipologia della forza militare che lo esegue:
- cannoneggiamento o bombardamento terrestre: è effettuato dall'artiglieria pesante terrestre (cannoni, mortai, lanciarazzi, lanciamissili);
- bombardamento navale: è effettuato da cannoni o lanciamissili su particolari imbarcazioni militari;
- bombardamento aereo: avviene un lancio di bombe o siluri[2] o missili da aeroplani o altri mezzi aerei; hanno particolare rilevanza le tecniche del bombardamento a tappeto e del terrorismo aereo.

Un'altra possibile classificazione può essere condotta sulla base del tipo di ordigno utilizzato: missili (balistici o da crociera, a corto o a lungo raggio, ordinari o a testate nucleari), razzi, proiettili, bombe a frammentazione, bombe incendiarie, armi atomiche, etc; al crescere del potenziale distruttivo della bomba, generalmente diminuisce il numero di lanci o getti ripetuti di colpi: per esempio se nel bombardamento di Dresda la città fu rasa al suolo con un'operazione a tappeto, protrattasi per più giorni, con spedizioni di diverse centinaia di velivoli, ciascuno dei quali trasportante diverse tonnellate di ordigni incendiari, nel bombardamento atomico di Hiroshima e Nagasaki il medesimo effetto fu in ciascun caso conseguito con un singolo colpo, sferrato da un singolo vettore.

### Scopi
Un bombardamento può essere, inoltre, classificato in base agli scopi militari che si prefigge:
- il bombardamento tattico ha come scopo la vittoria immediata in battaglia - per esempio durante la Prima guerra mondiale le trincee nemiche erano fatte oggetto di un intenso cannoneggiamento prima dell'assalto delle fanterie;
- il bombardamento strategico, teorizzato nell'intervallo fra le due guerre mondiali da studiosi fra i quali l'italiano Giulio Douhet ed applicata nel corso della seconda guerra mondiale, ha come obiettivo la vittoria dell'intero conflitto; nel bombardamento strategico i bersagli non sono necessariamente di tipo militare, per esempio durante la Seconda guerra mondiale i bombardamento alleati hanno diffusamente colpito le città e gli abitanti della Germania allo scopo sia di ridurre le capacità produttive del nemico sia di fiaccare la resistenza e deprimere il morale della popolazione;
- il bombardamento operativo, a metà strada tra i due precedenti, ha come obiettivo la riuscita di un'operazione militare, e colpisce obiettivi che non siano classificabili né come propriamente tattici, né come propriamente strategici; per esempio durante lo sbarco in Normandia le forze aeree angloamericane furono utilizzate sia in un senso tattico, ovvero come appoggio, colpendo i bunker tedeschi sulla costa, al fine di facilitare le operazioni di sbarco, sia in senso operativo, colpendo le immediate retrovie del Vallo, per favorire il consolidamento della testa di ponte e preparare la possibilità di aprire un varco per una successiva avanzata via terra.